# Leichtmatrosen – Drei Mann in einem Boot
Leichtmatrosen – Drei Mann in einem Boot ist eine deutsche Fernsehkomödie, die am 24. Juni 2017 im Ersten ausgestrahlt wurde. Der Film wurde unter der Regie von Stefan Hering nach einem Drehbuch von Silja Clemens produziert. Bei dem Film handelt es sich um die Adaption des Romans Leichtmatrosen von Tom Liehr.

## Handlung
Weil seine schwangere Freundin Cora nun doch nicht auf eine geplante Bootsfahrt mitkommt, schlägt Finke seinen Badminton-Sportsfreunden Henner und Simon, die er kaum kennt, eine gemeinsame Reise vor. Für eine Woche begeben sich die drei Stuttgarter mit einem Hausboot in Richtung Müritz. Keiner von ihnen hat einen Bootsführerschein, aber dafür hat jeder von ihnen ganz unterschiedliche Sorgen.

## Hintergrund
Die Dreharbeiten fanden größtenteils vor Ort auf den Seen und Flüssen in Mecklenburg-Vorpommern statt.
Im Blog zweiundvierziger.de beschreibt Tom Liehr seine Erfahrungen mit dem Prozess der Verfilmung seines Romans von der Anfrage über die Dreharbeiten bis hin zur Vorpremiere.

## Rezeption
- „Stereotyp in der Charakterzeichnung, ohne Zwischentöne und Sinn für Timing, setzt sie allein auf tumben Klamauk.“ Kritik bei Filmdienst[2]